# Przemysł

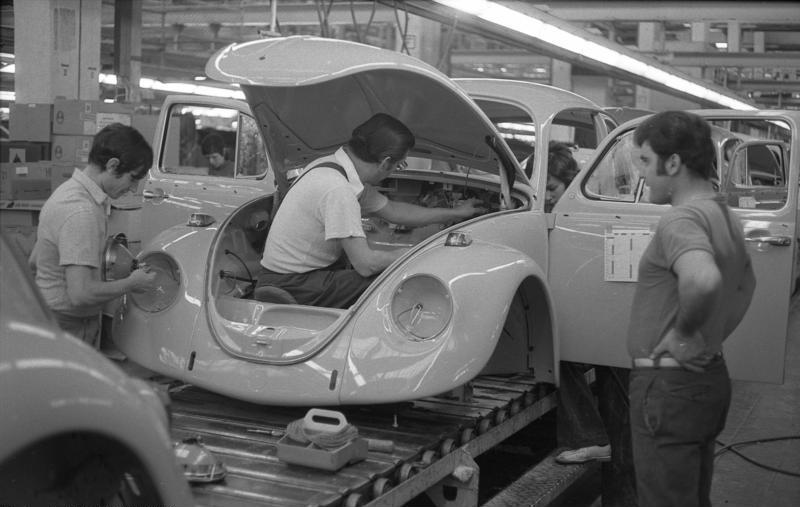
Przemysłowa produkcja samochodów

Przemysł – dział produkcji materialnej, w którym wydobywanie zasobów przyrody i dostosowanie ich do potrzeb ludzi odbywa się na dużą skalę, na zasadzie podziału pracy i za pomocą maszyn.

## Funkcje przemysłu
- produkcyjna (pozyskiwanie i przetwarzanie)
- społeczna (miejsca pracy, rozwój techniki produkcji, polepszenie warunków życia)
- przestrzenna (rozwój miast, przyspieszenie procesów urbanizacyjnych, przekształcenie środowiska)
- ekonomiczna (produkcja różnorodnych dóbr, energii lub wydobywanie surowców mineralnych)

## Branżowy podział przemysłu[potrzebnyprzypis]
| Grupa                                           | Gałąź                                                  | Przykłady przedsiębiorstw |
| ----------------------------------------------- | ------------------------------------------------------ | --- |
| przemysł paliwowo-energetyczny                  | przemysł węglowy                                       | kopalnie węgla kamiennego, kopalnie węgla brunatnego, piaskarnie podsadzkowe, brykietownie |
| przemysł paliwowo-energetyczny                  | przemysł paliwowy                                      | odwierty ropy naftowej, gazu ziemnego i gazu łupkowego, rafinerie, koksownie |
| przemysł paliwowo-energetyczny                  | przemysł energetyczny                                  | elektrownie i elektrociepłownie |
| przemysł metalurgiczny                          | kopalnictwo i hutnictwo żelaza                         | kopalnie rudy żelaza, huty żelaza, stalownie, walcownie, odlewnie żelaza i stali, fabryki blach |
| przemysł metalurgiczny                          | przemysł metali nieżelaznych                           | kopalnie rud metali nieżelaznych, huty metali nieżelaznych, odlewnie stopów nieżelaznych |
| przemysł elektromaszynowy                       | przemysł metalowy                                      | zakłady produkcji narzędzi i wyrobów metalowych, lodówek, maszyn do szycia itp. |
| przemysł elektromaszynowy                       | przemysł maszynowy                                     | fabryki obrabiarek, silników, kotłów, maszyn górniczych, ciągników i maszyn rolniczych, maszyn do różnych rodzajów przemysłu                                                                                             |
| przemysł elektromaszynowy                       | przemysł precyzyjny                                    | fabryki zegarków, instrumentów pomiarowych, wag, urządzeń precyzyjnych itp. |
| przemysł elektromaszynowy                       | przemysł środków transportu                            | fabryki samochodów, samolotów, lokomotyw, wagonów, rowerów, stocznie |
| przemysł elektromaszynowy                       | przemysł elektrotechniczny i elektroniczny             | fabryki kabli, transformatorów, tranzystorów, układów scalonych, żarówek, aparatów telefonicznych, telewizorów, urządzeń audiowizualnych i sprzętu AGD                                                                   |
| przemysł chemiczny                              | przemysł chemiczny                                     | kopalnie siarki, soli, fabryki nawozów sztucznych, włókien sztucznych, mas plastycznych, wyrobów gumowych, chemii nieorganicznej i organicznej, środków piorących i kosmetyków, zakłady farmaceutyczne,                  |
| przemysł mineralny (hutnictwo szkła i ceramiki) | przemysł materiałów budowlanych                        | cementownie, cegielnie, wapienniki, fabryki ceramiki budowlanej, fabryki domów (produkcja prefabrykatów betonowych) |
| przemysł mineralny (hutnictwo szkła i ceramiki) | przemysł szklarski (hutnictwo szkła)                   | huty szkła, fabryki opakowań szklanych |
| przemysł mineralny (hutnictwo szkła i ceramiki) | przemysł ceramiki szlachetnej                          | fabryki porcelany stołowej i elektrotechnicznej, fabryki fajansów |
| przemysł drzewno-papierniczy                    | przemysł drzewny                                       | tartaki, fabryki płyt pilśniowych, sklejek, oklein, fabryki mebli, zapałek |
| przemysł drzewno-papierniczy                    | przemysł celulozowo-papierniczy                        | fabryki papieru, celulozy i tektury |
| przemysł lekki                                  | przemysł włókienniczy (tekstylny)                      | przędzalnie, tkalnie, fabryki wyrobów dzianych, producenci włóknin |
| przemysł lekki                                  | przemysł odzieżowy                                     | fabryki gotowej odzieży |
| przemysł lekki                                  | przemysł skórzany                                      | garbarnie, fabryki butów, wytwórnie galanterii skórzanej |
| przemysł spożywczy                              | przemysł spożywczy ogólny                              | rzeźnie, przetwórnie mięsa, przetwórnie rybne, mleczarnie, młyny, cukrownie, piekarnie, gorzelnie, browary, wytwórnie soków i przetworów owocowo-warzywnych, konserw, olejarnie, fabryki cukiernicze, przemysł tytoniowy |
| przemysł spożywczy                              | przemysł spożywczy rolniczy                            | |
| przemysł ogólny                                 | przemysł paszowy i utylizacyjny                        | fabryki mączki paszowej i pasz treściwych, fabryki przerabiające odpadki przemysłowe |
| przemysł ogólny                                 | przemysł poligraficzny                                 | drukarnie, zakłady introligatorskie |
| przemysł ogólny                                 | przemysł wysokiej technologii                          | producenci sprzętu komputerowego, oprogramowania i elektroniki |
| przemysły inne                                  | wytwórnie instrumentów muzycznych, zabawek, galanterii | zakłady lutnicze |